# Nogent-sur-Seine
Pour les articles homonymes, voir Nogent.
Ne doit pas être confondu avec Nogent-sur-Marne.
Nogent-sur-Seine est une commune française située dans le département de l'Aube (dont elle est sous-préfecture) en région Grand Est.
Ses habitants sont appelés les Nogentais.

## Géographie

### Localisation
La commune est traversée par la Seine. Celle-ci a été complétée de deux canaux, ce qui a donné naissance à deux îles. L'une d'elles, nommée île Olive, est entièrement boisée et aménagée pour la promenade. L'autre île est reliée aux rives par deux ponts anciens. Les îles sont connectées par le « déversoir », longue retenue d'eau surmontée d'une passerelle.

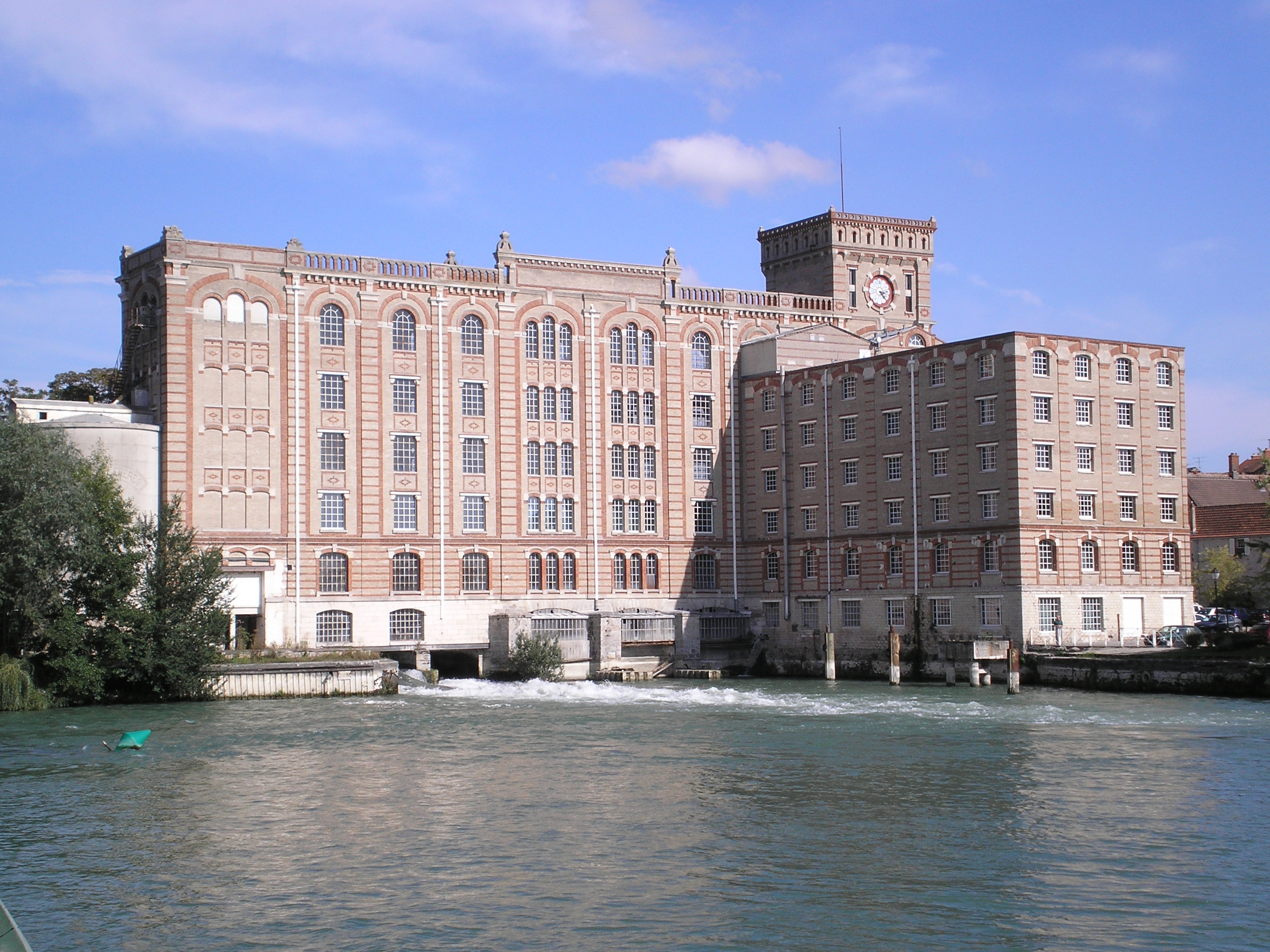
Le moulin barrant la Seine.

Les canaux ont été creusés pour l'implantation des moulins de Nogent, énorme bâtiment qui s'étend sur toute la largeur. Nogent-sur-Seine est considérée comme le point le plus en amont navigable sur la Seine.
La ville s'est développée principalement sur la rive gauche. S'y trouvent le centre historique, administratif et commercial, ainsi qu'en aval les silos de l'entreprise agro-alimentaire Soufflet. Sur la rive droite, après une courte zone urbaine et une zone industrielle, s'étendent des marais et zones humides sur la route de Port-Saint-Nicolas (sur la commune de Saint-Nicolas-la-Chapelle), surnommé bien à propos route des 21 Ponts.

### Communes limitrophes
Les communes limitrophes sont Fontaine-Mâcon, Fontenay-de-Bossery, Marnay-sur-Seine, Le Mériot, La Motte-Tilly, Saint-Aubin, Saint-Nicolas-la-Chapelle et La Saulsotte.
| Le Mériot           | Saint-Nicolas-la-Chapelle La Saulsotte | Marnay-sur-Seine |
| La Motte-Tilly      | Nogent-sur-Seine                       | Marnay-sur-Seine |
| Fontenay-de-Bossery | Avant-lès-Marcilly Fontaine-Mâcon      | Saint-Aubin      |

### Hydrographie

#### Réseau hydrographique

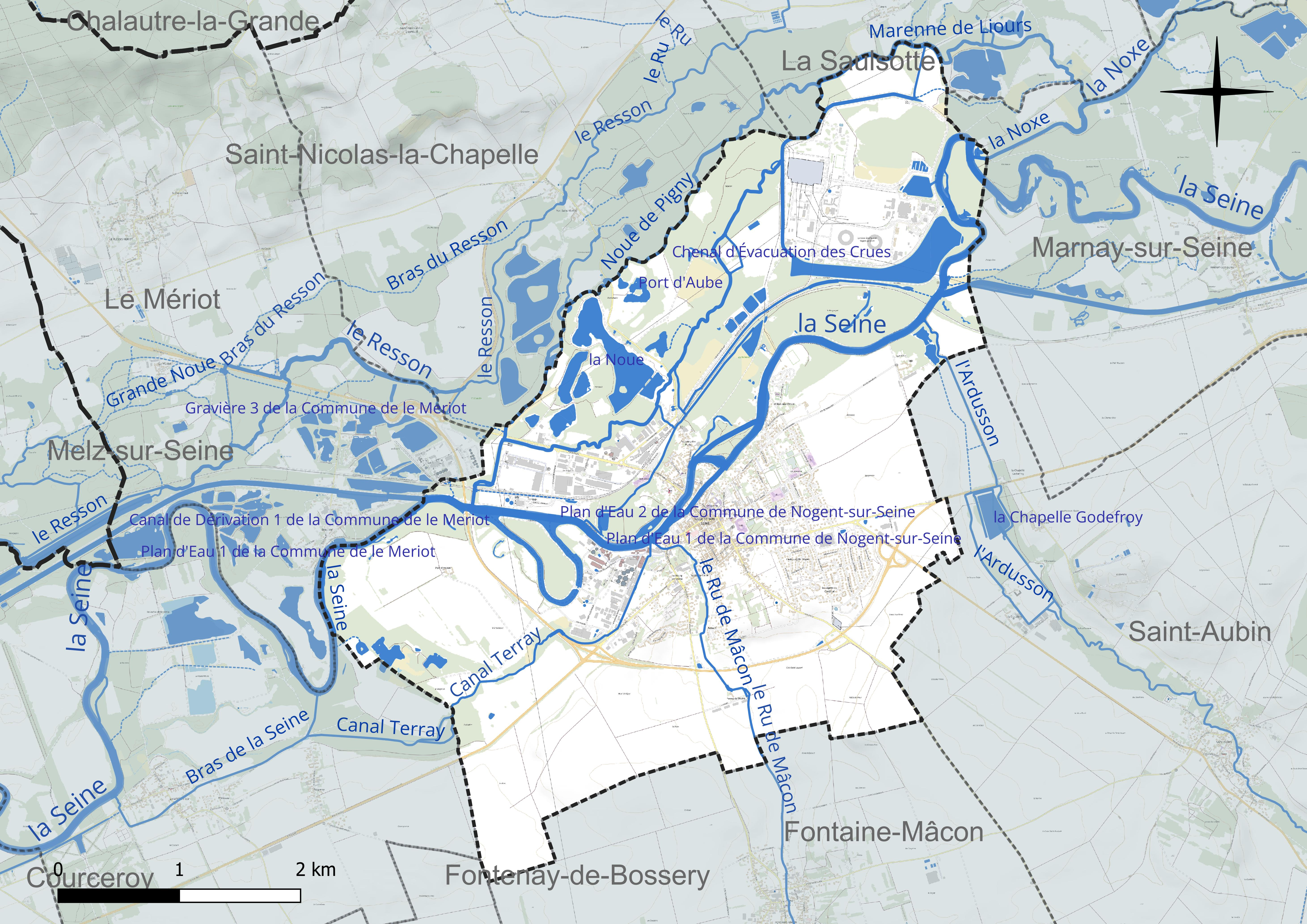
Réseau hydrographique de Nogent-sur-Seine.

La commune est dans la région hydrographique « la Seine de sa source au confluent de l'Oise (exclu) » au sein du bassin Seine-Normandie. Elle est drainée par le canal de Derivation de Bernières a Conflans, la Seine, la Noxe, l'Ardusson, la noue de Pigny, la rivière Noue des Nageoires, un bras de la Noue des Nageoires, un bras de Marenne de Liours, un bras de Marenne de Liours, le canal 01 de la commune de Nogent-sur-Seine, le canal 02 de la commune de Nogent-sur-Seine, le canal Terray, le chenal d'évacuation des crues, la Coupure de Nogent, le cours d'eau 02 des Aulnaies, le Fossé 01 du Pré du Clos, le Fossé 02 de la commune de Nogent-sur-Seine, Marenne de Liours, le ru de Mâcon et divers autres petits cours d'eau,.
La Seine, un fleuve long de 775 km, coule dans le Bassin parisien et notamment dans le département de l’Aube en le traversant du sud-est au nord-ouest. Elle irrigue la commune dans sa partie centrale. La centrale nucléaire de Nogent est située sur la rive droite de la Seine.
Le canal de dérivation de Bernières à Conflans, d'une longueur de 13 km, prend sa source dans la commune de Conflans-sur-Seine et se jette  dans la Seine sur la commune, après avoir traversé cinq communes.
La Noxe, d'une longueur de 33 km, prend sa source dans la commune de Le Meix-Saint-Epoing et se jette  dans la Seine sur la commune, après avoir traversé huit communes.
L'Ardusson, d'une longueur de 28 km, prend sa source dans la commune de Saint-Flavy et se jette  dans la Seine sur la commune, après avoir traversé neuf communes.
Six plans d'eau complètent le réseau hydrographique : Chenal d'évacuation des Crues (24,8 ha), la Noue (21,6 ha), la station de Pompage 1 de la commune de Nogent sur Seine (3,3 ha), le plan d'eau 1 de la commune de Nogent-sur-Seine (1,6 ha), le plan d'eau 2 de la commune de Nogent-sur-Seine (1 ha) et Port d'Aube (2,5 ha),.

#### Gestion et qualité des eaux
Le territoire communal est couvert par le schéma d'aménagement et de gestion des eaux (SAGE) « Bassée Voulzie ». Ce document de planification concerne le territoire du bassin versant de l'Armançon qui s’étend sur 1 710 km2 et se répartit sur trois départements (l'Aube, l'Yonne et la Marne). Le périmètre a été arrêté le 2 septembre 2016, le diagnostic a été validé le 29 novembre 2022. La structure porteuse de l'élaboration et de la mise en œuvre est le Syndicat mixte ouvert de l’eau potable, de l’assainissement collectif, de l’assainissement non collectif, des milieux aquatiques et de la démoustication (SDDEA), dont le siège est à Troyes.
La qualité des cours d’eau peut être consultée sur un site dédié géré par les agences de l’eau et l’Agence française pour la biodiversité.

### Climat
Pour des articles plus généraux, voir Climat du Grand Est et Climat de l'Aube.
En 2010, le climat de la commune est de type climat océanique dégradé des plaines du Centre et du Nord, selon une étude du Centre national de la recherche scientifique s'appuyant sur une série de données couvrant la période 1971-2000. En 2020, Météo-France publie une typologie des climats de la France métropolitaine dans laquelle la commune est exposée à un climat océanique altéré et est dans la région climatique Nord-est du bassin Parisien, caractérisée par un ensoleillement médiocre, une pluviométrie moyenne régulièrement répartie au cours de l’année et un hiver froid (3 °C).
Pour la période 1971-2000, la température annuelle moyenne est de 10,8 °C, avec une amplitude thermique annuelle de 15,7 °C. Le cumul annuel moyen de précipitations est de 705 mm, avec 11,6 jours de précipitations en janvier et 7,5 jours en juillet. Pour la période 1991-2020, la température moyenne annuelle observée sur la station météorologique de Météo-France la plus proche, « Bouy-sur-Orvin », sur la commune de Bouy-sur-Orvin à 9 km à vol d'oiseau, est de 11,4 °C et le cumul annuel moyen de précipitations est de 635,9 mm. 
La température maximale relevée sur cette station est de 42,4 °C, atteinte le 25 juillet 2019 ; la température minimale est de −20,5 °C, atteinte le 17 janvier 1985,,.
| Mois                                  | jan.             | fév.           | mars           | avril         | mai           | juin            | jui.           | août           | sep.            | oct.            | nov.           | déc.             | année      |
| ------------------------------------- | ---------------- | -------------- | -------------- | ------------- | ------------- | --------------- | -------------- | -------------- | --------------- | --------------- | -------------- | ---------------- | ---------- |
| Température minimale moyenne (°C)     | 1,3              | 1,1            | 2,8            | 4,6           | 8,3           | 11,1            | 13,2           | 13,3           | 10,3            | 7,8             | 4,3            | 2                | 6,7        |
| Température moyenne (°C)              | 3,9              | 4,5            | 7,5            | 10,3          | 14            | 17,2            | 19,8           | 19,6           | 16              | 12              | 7,3            | 4,6              | 11,4       |
| Température maximale moyenne (°C)     | 6,5              | 7,9            | 12,2           | 16            | 19,7          | 23,4            | 26,3           | 26             | 21,6            | 16,2            | 10,4           | 7,1              | 16,1       |
| Record de froid (°C) date du record   | −20,5 17.01.1985 | −19 14.02.1956 | −13,7 01.03.05 | −5,5 08.04.03 | −2 07.05.1957 | −0,3 04.06.1991 | 3,8 01.07.1962 | 2,2 26.08.1993 | −0,8 18.09.1977 | −4,6 19.10.09   | −12,2 30.11.10 | −18,2 31.12.1970 | −20,5 1985 |
| Record de chaleur (°C) date du record | 16,1 01.01.23    | 21 28.02.1960  | 27 25.03.1955  | 32 16.04.1949 | 34 28.05.1954 | 38 28.06.11     | 42,4 25.07.19  | 39,9 12.08.03  | 35 01.09.1961   | 29,5 01.10.1985 | 22,6 07.11.15  | 18 04.12.1953    | 42,4 2019  |
| Précipitations (mm)                   | 48               | 45,3           | 44,2           | 49            | 59,3          | 57              | 50,1           | 58,5           | 49,5            | 61,4            | 54,4           | 59,2             | 635,9      |

| Diagramme climatique                                  |            |             |         |             |            |              |            |              |             |             |          |
| J                                                     | F          | M           | A       | M           | J          | J            | A          | S            | O           | N           | D        |
| 6,51,348                                              | 7,91,145,3 | 12,22,844,2 | 164,649 | 19,78,359,3 | 23,411,157 | 26,313,250,1 | 2613,358,5 | 21,610,349,5 | 16,27,861,4 | 10,44,354,4 | 7,1259,2 |
| Moyennes : • Temp. maxi et mini °C • Précipitation mm |            |             |         |             |            |              |            |              |             |             |          |

Les paramètres climatiques de la commune ont été estimés pour le milieu du siècle (2041-2070) selon différents scénarios d'émission de gaz à effet de serre à partir des nouvelles projections climatiques de référence DRIAS-2020. Ils sont consultables sur un site dédié publié par Météo-France en novembre 2022.

## Urbanisme

### Typologie
Au 1er janvier 2024, Nogent-sur-Seine est catégorisée petite ville, selon la nouvelle grille communale de densité à 7 niveaux définie par l'Insee en 2022.
Elle appartient à l'unité urbaine de Nogent-sur-Seine, une unité urbaine monocommunale constituant une ville isolée,. Par ailleurs la commune fait partie de l'aire d'attraction de Nogent-sur-Seine, dont elle est la commune-centre,. Cette aire, qui regroupe 19 communes, est catégorisée dans les aires de moins de 50 000 habitants,.

### Occupation des sols

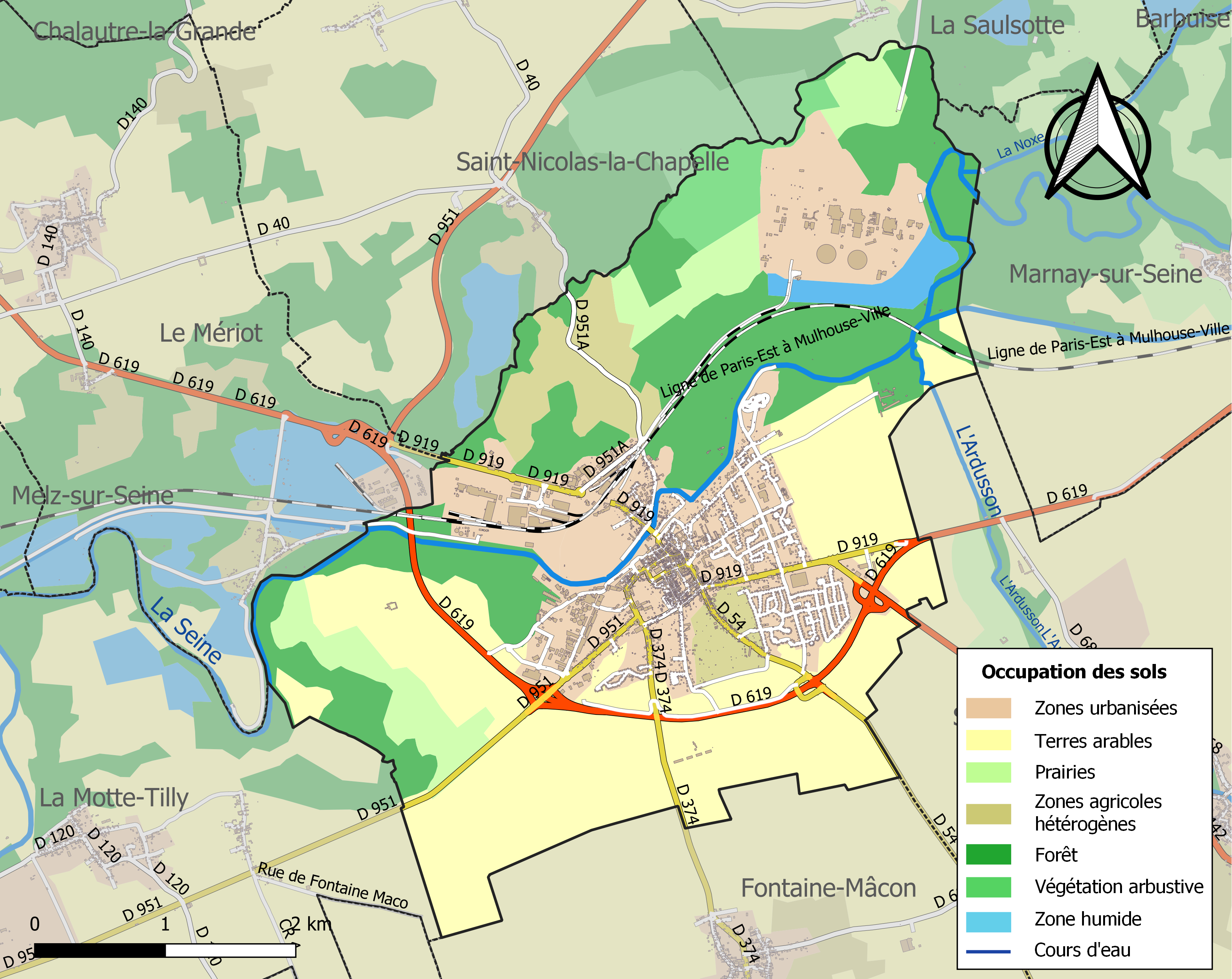
Carte des infrastructures et de l'occupation des sols de la commune en 2018 (CLC).

L'occupation des sols de la commune, telle qu'elle ressort de la base de données européenne d’occupation biophysique des sols Corine Land Cover (CLC), est marquée par l'importance des territoires agricoles (46,4 % en 2018), en diminution par rapport à 1990 (47,3 %). La répartition détaillée en 2018 est la suivante : 
terres arables (33,5 %), forêts (23,5 %), zones urbanisées (15,7 %), zones industrielles ou commerciales et réseaux de communication (10,2 %), prairies (6,8 %), zones agricoles hétérogènes (6,1 %), milieux à végétation arbustive et/ou herbacée (2,6 %), eaux continentales (1,6 %). L'évolution de l’occupation des sols de la commune et de ses infrastructures peut être observée sur les différentes représentations cartographiques du territoire : la carte de Cassini (XVIIIe siècle), la carte d'état-major (1820-1866) et les cartes ou photos aériennes de l'IGN pour la période actuelle (1950 à aujourd'hui).

## Toponymie
Issue d'une antique Novagus, le cartulaire de l'abbaye du Paraclet désigne en 1227 cette bourgade sous son nom actuel.
Issu du gaulois novio « nouveau » et suffixe -entum, désignant une nouvelle agglomération.

## Histoire
En 859, les moines de Saint-Denis-en-France trouvèrent refuge en leur villa de Nogent du pagus du Morvois.

### Moyen Âge
Connue depuis l'époque gallo-romaine, Nogent-sur-Seine fut rattachée en tant que commune au comté de Champagne au XIIe siècle.
La ville appartient au diocèse de Troyes. Elle tangente le diocèse de Sens.
L'abbaye royale de Saint-Denis y est propriétaire, en 862 Charles le Chauve leur reconnaissait cette propriété. Les seigneurs locaux puis leurs successeurs comtaux devaient l'hommage aux moines. Saint-Denis avait dans son vasselage Courroy (à Granges-le-Bocage) et Fleurigny, sans pour autant qu'un lien soit précisé avec Nogent.
En 1222, l'abbaye royale de Saint-Denis y détient la suzeraineté des lieux et les seigneurs leur devaient hommage, confirmé en 1473 par un arrêt du parlement de Paris contre le duc de Nemours.

#### La seigneurie
De 1120 à 1190, la seigneurie est tenue par une famille de chevaliers. Le premier seigneur connu est Milon de Nogent, bienfaiteur des abbayes de Vauluisant et du Paraclet, et qui périt en 1147 noyé dans le Méandre pendant une attaque des musulmans lors de la deuxième croisade.
Le dernier sire a pour nom Milon de Chalon : son nom fait sans doute référence à la ville de Châlons-en-Champagne (il est mort en 1186 et est enterré dans la chapelle St-Jacques de la cathédrale St-Étienne de Châlons, chapelle qu'il avait fondée), plutôt qu'à Châlon-sur-Saône.
De manière étonnante, ces chevaliers ne figurent pas dans l'entourage des comtes de Troyes (sans doute par hostilité aux comtes de Champagne/Troyes ?). On observe que ce sont les sires de Traînel, totalement absents de la ville, qui dominent politiquement toute la contrée (La Motte-Tilly, Traînel, Fleurigny, Villeneuve-aux-Riches-Hommes, Foissy, Marigny, Plantis, Pont-sur-Seine). Il est probable que le lignage ait été amené de Châlons par le comte Hugues de Champagne soucieux de démembrer la seigneurie de Pont-sur-Seine dont les seigneurs disparaissent alors, à la suite d'un spectaculaire brigandage commis par eux (le comte s'adjuge Pont et ses abords définitivement). Le comte Hugues n'a pas voulu s'appuyer alors sur les Trainel. En 1125, l'abdication de ce comte va permettre aux Trainel de se hisser au sein de la cour du comte Thibault de Blois, jusque là cantonné à Bray-sur-Seine et à Provins.
Le lignage rayonne sur un territoire de forme étonnante, axé Nord-Sud. Le sire de Nogent y intervient très tôt pour aider à la fondation de l'abbaye de Courgenay (entre Lailly et Courgenay, aujourd'hui dans l'Yonne) vers 1125. Cette zone d'intervention sera reprise plus tard lors de la mise en place d'une châtellenie comtale. Un prévôt sert le lignage seigneurial.

#### Intégration dans le domaine comtal
Le comte de Champagne devient l'unique seigneur vers 1190. Dès lors, l'économie de Nogent connaît un enchaînement de réalisations qui peut indiquer un changement radical de posture politique : pont, halles, etc. Le voisinage lui-même se réorganise. La branche cadette de la famille de Traînel (sires de Marigny) connaît un brusque et fulgurant enrichissement, alors que la branche aînée faiblit et tente vainement de rétablir sa situation à Villeneuve-aux-Riches-Hommes sur le nouveau chemin reliant Nogent à Villeneuve-l'Archevêque. Dès lors, on peut supposer que Nogent avait eu jusqu'alors une fonction de verrou routier hostile au comte, et que l'entrée dans le domaine comtal a permis de le faire sauter : une liaison directe reliant les villes de foires Provins et Troyes s'ouvre alors, mettant fin au chemin de contournement de Traînel, d'où le déclin de la branche aînée des Traînel, sires de Traînel. Une châtellenie comtale est organisée à Nogent. On lui rattache des villages allant jusqu'à Courgenay, à cheval sur les diocèses de Sens et de Troyes. Un prévôt comtal succède au prévôt seigneurial.
Nogent sert fréquemment d'assiette à des douaires de comtesses de Champagne puis de reines de France. Il s'agit là d'une facilité de gestion, le cadre des revenus étant stable et facile à mettre rapidement en œuvre lors du veuvage.

#### Dans le domaine royal
Le 23 juin 1359, une bataille eut lieu près de Nogent-sur-Seine entre l'évêque de Troyes Henri de Poitiers et les Anglo-Navarrais dirigés par Eustache D'Abrichecourt. Ce dernier en sortira perdant.
La ville fut détruite par un incendie en 1442.
La seigneurie est engagée à la famille capétienne de Navarre-Evreux, puis dans leur descendance Bourbon-La Marche et Armagnac, en tant que ducs de Nemours (le duché de Nemours érigé en 1404 à titre viager pour Charles III le Noble comprend Château-Landon, Grez, Nogent-sur-Seine, St-Florentin, Beaufort, Bray-sur-Seine, Pont-sur-Seine, Pont-sur-Yonne, Soulaines, Coulommiers). Cette procédure institue donc un droit de retour à la Couronne et contourne l'interdiction d'aliéner le domaine public. Désormais, chaque fois que le duché de Nemours est (re)créé, en faveur des Armagnac, des Navarre-Foix, des Savoie-Genevois, ou des ducs d'Orléans de la Maison de Bourbon (ces familles descendent par les femmes de Charles III de Navarre), Nogent en fait partie (avec alors Pont-sur-Seine jusqu'en 1623, Bray-sur-Seine, Provins...).
La ville accueille un receveur des Aides et une élection (administration fiscale). La fonction d'élu est investie par les plus opulents lignages de la ville (ex. Pougeoise).

### Guerres civiles dites de Religion
Comme sa sœur Bray-sur-Seine, la ville de Nogent est l'objet des convoitises des généraux de tous bords manœuvrant pendant les guerres civiles. La ville est prise par les Protestants, et ravagée. Les secours militaires lui sont prodigués par Provins, elle brûle en grande partie en 1550.

### Temps modernes

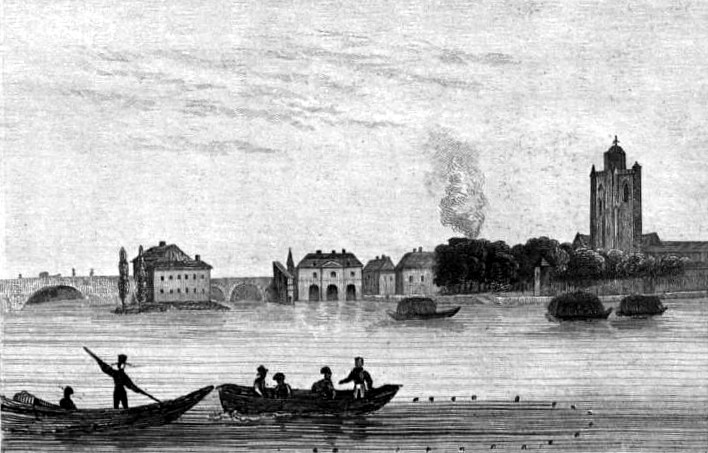
Gravure de Nogent-sur-Seine en 1838.

Le coche d'eau du Val de Seine part de Nogent et conduit à Paris.
La ville est en particulier connue pour la bataille, bataille de Nogent, qui a opposé les armées de Napoléon et de Wurtemberg lors de la campagne de France en 1814. Les 11 et 12 février, le général de Bourmont combattit avec un millier d'hommes contre 20 000 Autrichiens (combat qui détruisit à nouveau la ville dans un incendie). Il y gagna ses galons de général de division.
Le 25 octobre 1870, eut lieu, pendant la guerre franco-allemande, le combat de Nogent où fut engagé le 84e régiment provisoire, composé des gardes nationaux mobiles du Morbihan et de l'Indre, des Francs-Tireurs de la Loire et du bataillon des Éclaireurs volontaires de l'Aube.

### Fortifications
Il y avait déjà un château à Nogent dont la première mention est en 1226 bien que les comtes de Champagne en aient fait une résidence en 1189. Les ducs de Nemours avaient un château, le même (?) où fut célébré, en la chapelle st-Jean, le mariage de Marguerite d'Armagnac avec Pierre de Rohan-Gié. Il est encore cité en 1713 lors de l'adjudication de Nogent au maréchal de Noailles.
La ville avait-elle des fortifications ? Les Anglais la prenaient en 1358 et 1359 sans qu'elles soient citées. Mais elle le sont en 1594 et le 3 juillet 1598 le roi cite Nogent parmi les villes qui doivent raser leurs murailles. C'est seulement au XVIIIe siècle que les dernières traces disparaissent et que les fossés sont comblés pour faire place à des promenades.

## Politique et administration
Nogent était un chef-lieu de bailliage, elle avait un maire qui fut cité dès 1247.
Elle avait aussi un hôtel-Dieu, tenu en 1230 par le frère Eudes, brûlé en 1550, il fut rétabli en 1580 par Denis Boulard, du couvent des dominicains de Troyes et avait sa chapelle.

### Liste des maires
| Période                                  | Période      | Identité                  | Étiquette | Qualité                                                             |
| ---------------------------------------- | ------------ | ------------------------- | --------- | ------------------------------------------------------------------- |
| Les données manquantes sont à compléter. |              |                           |           |                                                                     |
|                                          |              | François-Joseph Hayaux    | -         | notaire                                                             |
|                                          |              | Pierre-François Jacquemin | -         | avocat, conservateur des Hypothèques                                |
|                                          |              | Félix Etienne             |           |                                                                     |
| maire en 1945                            | ?            | Gaston Béneult            | Rad.      | Docteur en médecine                                                 |
| mars 1971                                | mars 1977    | Marcel Guilliot           | DVD       |                                                                     |
| mars 1977                                | mars 1983    | Maurice Calmus            |           |                                                                     |
| mars 1983                                | février 1987 | Michel Baroin             | -         | Haut fonctionnaire, dirigeant d'entreprise Décédé en fonction       |
| mars 1987                                | mars 1989    | Marcel Guilliot           | DVD       |                                                                     |
| mars 1989                                | mars 2014    | Gérard Ancelin            | DVD       | Professeur d'histoire retraité conseiller départemental (1992→2015) |
| mars 2014                                | mai 2020     | Hugues Fadin              | DVD       | Comptable retraité                                                  |
| mai 2020                                 | En cours     | Estelle Bomberger-Rivot   | LR        | Conseillère départementale depuis 2021                              |

### Jumelages
| Ville | Ville                  | Pays | Pays      | Période             |
| ----- | ---------------------- | ---- | --------- | ------------------- |
|       | Joal-Fadiouth          |      | Sénégal   | depuis juillet 2014 |
|       | Rielasingen-Worblingen |      | Allemagne | depuis 1973         |

La ville est également jumelée avec le 3e escadron du 5e régiment de dragons de Mailly-le-Camp, depuis le 21 septembre 2021.

### Politique environnementale
La centrale nucléaire de Nogent est située en amont sur le fleuve ; ses deux tours aéroréfrigérantes font 165 m de haut.

## Population et société

### Démographie
L'évolution du nombre d'habitants est connue à travers les recensements de la population effectués dans la commune depuis 1793. Pour les communes de moins de 10 000 habitants, une enquête de recensement portant sur toute la population est réalisée tous les cinq ans, les populations de référence des années intermédiaires étant quant à elles estimées par interpolation ou extrapolation. Pour la commune, le premier recensement exhaustif entrant dans le cadre du nouveau dispositif a été réalisé en 2007.

En 2022, la commune comptait 5 673 habitants, en évolution de −5,02 % par rapport à 2016 (Aube : +0,7 %, France hors Mayotte : +2,11 %).
| 1793  | 1800  | 1806  | 1821  | 1831  | 1836  | 1841  | 1846  | 1851  |
| ----- | ----- | ----- | ----- | ----- | ----- | ----- | ----- | ----- |
| 3 174 | 3 201 | 3 158 | 2 926 | 3 277 | 3 355 | 3 383 | 3 515 | 3 469 |

| 1856  | 1861  | 1866  | 1872  | 1876  | 1881  | 1886  | 1891  | 1896  |
| ----- | ----- | ----- | ----- | ----- | ----- | ----- | ----- | ----- |
| 3 486 | 3 530 | 3 641 | 3 474 | 3 435 | 3 469 | 3 652 | 3 704 | 3 723 |

| 1901  | 1906  | 1911  | 1921  | 1926  | 1931  | 1936  | 1946  | 1954  |
| ----- | ----- | ----- | ----- | ----- | ----- | ----- | ----- | ----- |
| 3 818 | 3 829 | 3 976 | 3 373 | 3 611 | 3 683 | 3 631 | 3 589 | 3 333 |

| 1962  | 1968  | 1975  | 1982  | 1990  | 1999  | 2006  | 2007  | 2012  |
| ----- | ----- | ----- | ----- | ----- | ----- | ----- | ----- | ----- |
| 3 777 | 4 447 | 4 671 | 5 009 | 5 505 | 5 963 | 5 983 | 5 984 | 5 992 |

| 2017  | 2022  | - | - | - | - | - | - | - |
| ----- | ----- | - | - | - | - | - | - | - |
| 5 980 | 5 673 | - | - | - | - | - | - | - |

### Enseignement
Les Filles de la Croix étaient à Nogent en 1681 pour instruire les filles pauvres et transmirent leur charge aux ursulines.
Trois écoles primaires sont présentes à Nogent-sur-Seine et un collège qui rassemblent les petites communes aux alentours.

### Justice

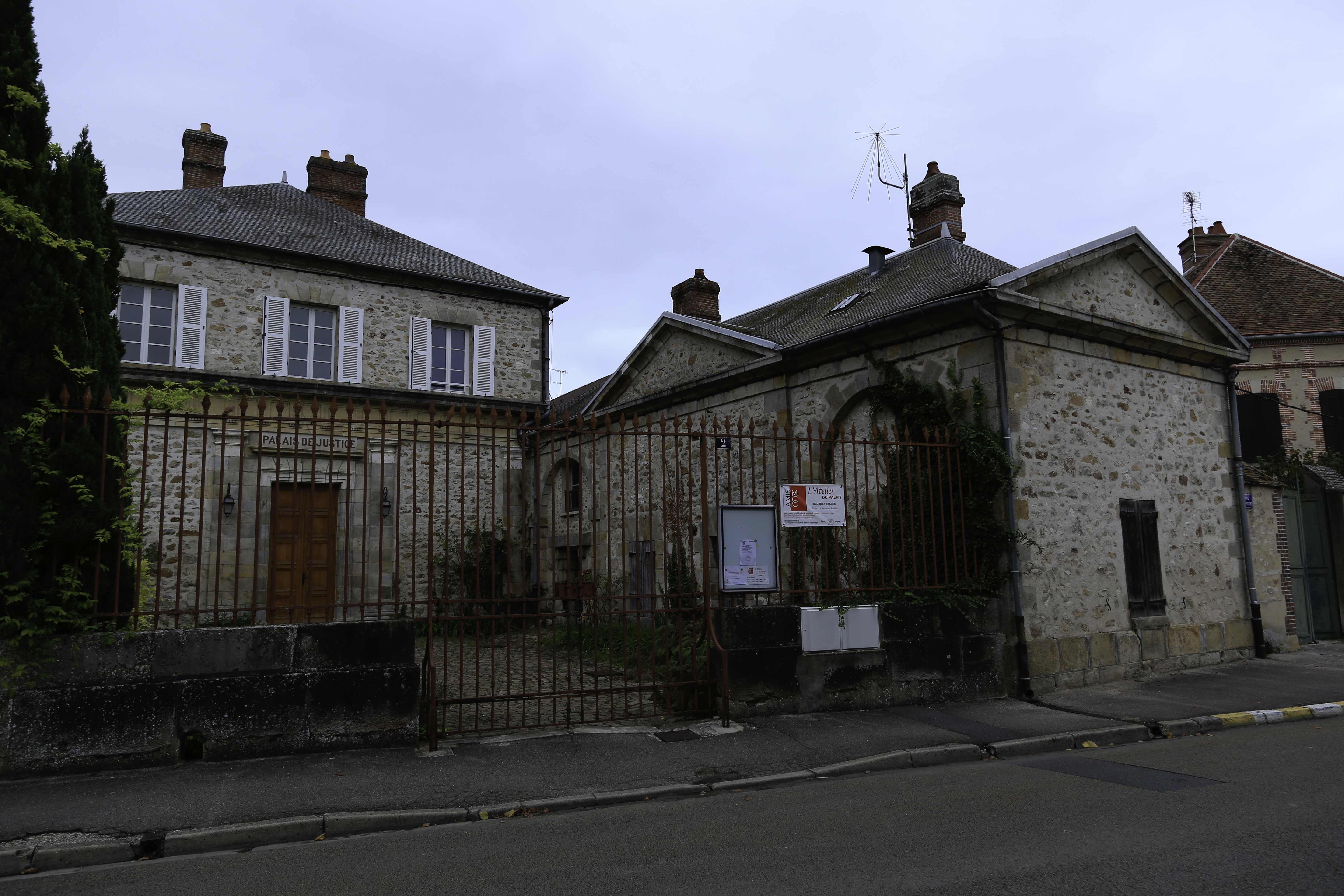
Ancien palais de justice.

Le couvent des Capucins est fondé en 1633 par Claude Bouthillier et sa femme Marie de Bragelogne hors les murs. Marie pose la première pierre de l'église le 3 septembre 1639. Avant de brûler en 1814, il avait été utilisé comme prison, comme gendarmerie et comme tribunal civil. Il est rebâti entre 1821 et 1825 pour servir de tribunal ; le bâtiment se situe 2 rue des Capucins.

### Sports
De nombreuses activités sont proposées au sein de la ville, telle que le karaté, le football, le basket-ball, la natation (...). En 1996, le rameur nogentais Frédéric Kowal obtient la médaille de bronze aux Jeux Olympiques d'Atlanta dans l'épreuve du deux de couple en aviron avec Samuel Barathay.

## Économie
La ville bénéficie des avantages de la trimodalité conjuguant le transport fluvial et le port de l'Aube, le transport autoroutier au centre de l'Europe et des transports ferroviaires grâce à la ligne Paris - Mulhouse - Bâle.

### Revenus de la population et fiscalité
En 2009, le revenu fiscal médian par ménage était de 16 087 €, ce qui plaçait Nogent au ?e rang parmi les 31 604 communes de plus de 50 ménages en métropole.

### Entreprises et commerces
- La cartographie économique de la ville est composée de quatre zones industrielles aux activités diversifiées[44] : à l'Ouest de la ville, rive droite de la Seine, se situent les zones industrielles Beauregard et Les Guignons. Le Port de l'Aube ou plateforme trimodale ouvert en 2012 est situé à proximité en aval[45]. Rive gauche se situent le port fluvial de Nogent, la zone industrielle du Canal Terray et la zone industrielle Fontaine Baron. À l'est, on notera la présence de deux zones d'activités, Le Cardinal et Pièce de l'Orme.
- Le groupe Soufflet, agroalimentaire, y possède son siège, ainsi que les anciens moulins et les silos.
- Saipol Diester, une usine de biocarburant, est installée en périphérie de la ville et de sa zone industrielle dans la commune de Le Mériot[46].
- La société Framatome y a construit la centrale nucléaire de Nogent, la plus proche de Paris.
- Son port fluvial de commerce est géré par la Chambre de commerce et d'industrie de Troyes et de l'Aube.

## Culture locale et patrimoine

### Patrimoine

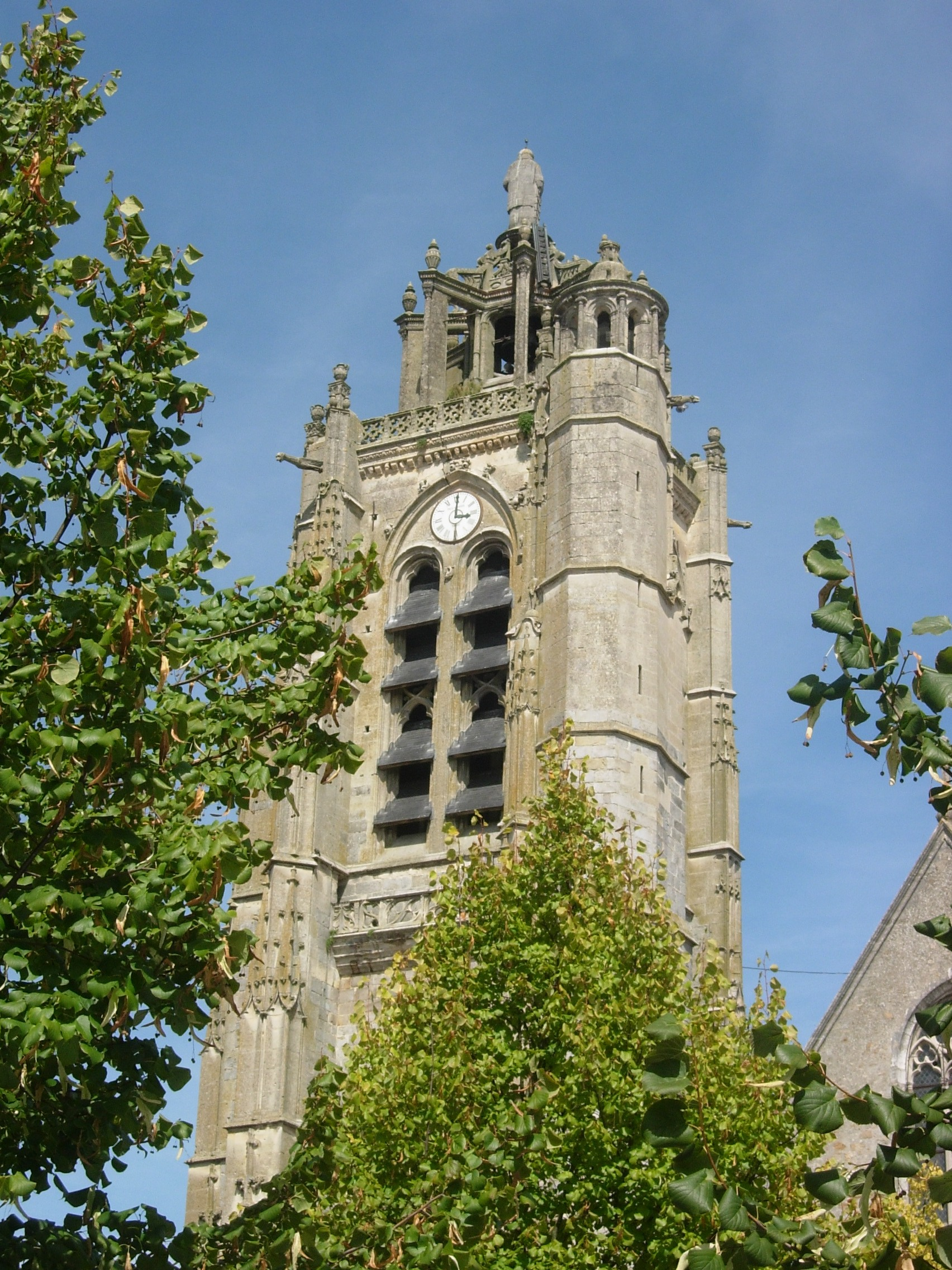
Tour de l'église Saint-Laurent.

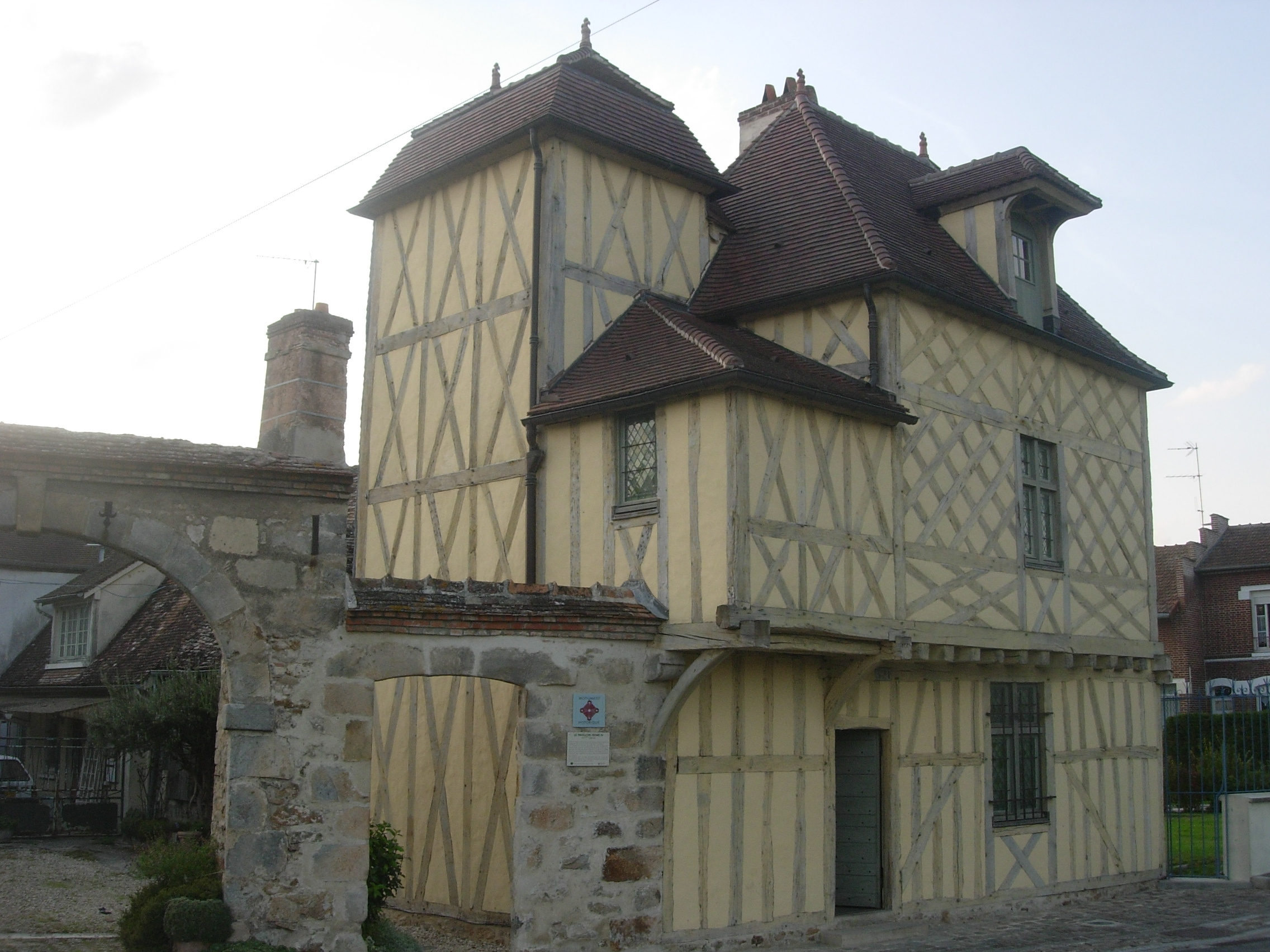
Pavillon dit de Henri IV.

- Église Saint-Laurent, construite en plusieurs étapes aux XVe siècle et XVIe siècle.

Abri des amours post-mortem d'Héloïse d’Argenteuil et Pierre Abélard avant leur transfert à Paris au Père-Lachaise, elle est ornée de sculpture de Ramus, Paul Dubois et Alfred Boucher. Son orgue et sa tour admirée par Louis XIV, en font un monument très intéressant.
- Chapelle de l'Hôtel-Dieu de Nogent-sur-Seine.
- Chapelle du Dieu-de-Pitié de Faubourg Bechereau.
- Chapelle Saint-Roch de Saint-Roch.
- Chapelle Saint-Vinebaut de Nogent-sur-Seine.
- Chapelle du Dieu-de-Pitié de Nogent-sur-Seine.
- Ponts de la route royale Paris-Bâle[47]
- Le Musée Paul-Dubois - Alfred Boucher, fondé en 1902 par Alfred Boucher : archéologie, peinture et sculpture.

Le musée a fait l'acquisition en 2008, d'une œuvre de Camille Claudel, Persée et la Gorgone. Soutenu par un mécénat très actif, le musée Camille Claudel, après plusieurs reports, ouvre ses portes le 26 mars 2017.
- L'Hôtel de Valville : installé au XVIIe siècle, l'hôtel de ville fut détruit en 1814 lors de la Campagne de France menée par Napoléon Ier. Déménagé plusieurs fois, il est installé finalement dans l'hôtel de Valville édifié au XVIIIe siècle par monsieur de Valville, receveur de taxes. Aujourd'hui, les cérémonies civiles et municipales y sont célébrées et en décembre, depuis près de 15 ans, des expositions temporaires principalement contemporaines d'artistes locaux y sont mises en place.
- La Halle : comme toute ville alluviale aux activités commerciales anciennes, Nogent-sur-Seine concentrait autrefois de grandes quantités de denrées. Celles-ci étaient au départ stockées dans des bâtiments rue de la Halle. Détruits au XVIIIe siècle, ils ne furent pas remplacés et le marché dut se tenir Grande Rue Saint-Laurent. Après de nombreuses réclamations, la halle fut construite en 1851, à proximité de la Seine.
- La maison Claudel, du XVIIe siècle, a reçu la famille de Paul et Camille Claudel, où ils ont vécu trois ans.

Camille, âgée d'une douzaine d'années, y prit des leçons de sculpture auprès de Ramus et d'Alfred Boucher. Ce dernier, partant pour l'Italie, la confia à son ami Auguste Rodin, à Paris. Un musée consacré à Camille Claudel y est ouvert depuis mars 2017.
- Les Moulins Sassot, attestés depuis 862, ont accompagné la ville dans son évolution.

Simples constructions d'abord, ils deviennent de plus en plus solides, surtout après un premier incendie en 1629. Toujours à la pointe des innovations, l'usine finit par enjamber le fleuve pour alimenter 15 meules. En 1880, Pierre Sassot fait l'acquisition des moulins et y construit un silo en 1901. Ravagés par un nouvel incendie, ils furent reconstruits, en 1908, équipés de turbines et remis en service. Les moulins accueillent, aujourd'hui le siège du groupe agro-industriel Soufflet depuis 1994,.
- Les ponts sont apparus, probablement en même temps que la ville sous des formes rudimentaires.

Au XIIIe siècle, ils deviennent capables de supporter des convois importants. Les modifications artificielles du lit de la Seine et les nouvelles écluses entraînèrent de nouvelles architectures multipliant les arches. Au XVIIIe siècle, l'ingénieur Perronet reconstruit le pont Saint-Edme avec une arche unique permettant enfin aux bateaux de passer. Détruits régulièrement au cours des guerres, ils datent, pour le pont Saint-Nicolas de 1834 et pour le pont Saint-Edme de 1958.

### Personnalités liées à la commune
- Mademoiselle Poulain de Nogent (vers 1720/30-vers 1795), autrice française.
- Alfred Boucher (1850–1934), sculpteur français.
- Narcisse Carbonel (1773-1855), pianiste, compositeur, chanteur, mort à Nogent-sur-Seine où il est inhumé.
- Camille Claudel (1864–1943), sculptrice française.
- Henri Defossé (1883–1956), chef d'orchestre, pianiste et compositeur français.
- Gustave Flaubert (1821–1880), écrivain français : la commune de Nogent est le cadre du troisième roman de l'auteur, L'Éducation sentimentale, publié en 1869[52].
- Léopold Justinard (1878-1959), militaire et berbérisant.
- Frédéric Kowal (1970-), rameur d'aviron, médaillé olympique en 1996.

### Nogent-sur-Seine et la littérature
- Plusieurs passages de L'Éducation sentimentale, de Gustave Flaubert (1821-1880) se déroulent dans le Nogent de la Restauration. Nogent-sur-Seine y est utilisée comme le type de la ville de province, dans le cadre d'une opposition avec Paris (où est située la majorité de l'action). Cette opposition est importante dans le roman, et très classique dans la littérature française du XIXe siècle (voir par exemple Balzac ou Zola). La Maison Flaubert, dont le jardin à l'anglaise a aujourd'hui disparu, était celle des cousins de Flaubert, chez qui Gustave Flaubert venait passer certaines de ses vacances. Ils lui envoyèrent par courrier des détails de la ville pendant la rédaction de L'Éducation sentimentale. Cette maison fut le modèle de celle de Madame Moreau qu'il place à côté du théâtre.
- En 1988, à la suite de la polémique entraînée par la construction d'une usine de production électrique proche de Paris, Hélène Crié, journaliste à Libération, et Yves Lenoir publient Tchernobyl sur Seine, roman catastrophe mettant en scène un accident nucléaire à Nogent-sur-Seine. Bien que pure fiction, le livre donne pour autant une description assez fidèle du microcosme nogentais d'alors.

### Héraldique
|  | Les armes de la ville se blasonnent ainsi : D’azur à la double face potencée et contre-potencée accompagnée en chef d’un soleil et en pointe de trois fleurs de lys, le tout d’or. |